# Международный теннисный турнир в Модене

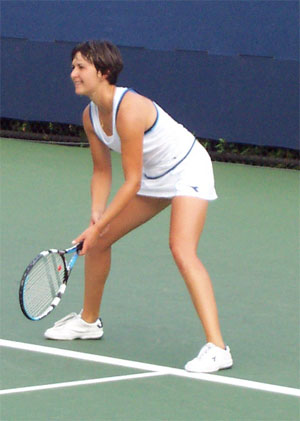
Юлия Бейгельзимер с Украины — одна из чемпионок единственного турнира WTA в Модене.

Международный женский теннисный турнир в Модене — профессиональный женский теннисный турнир, проходивший под эгидой ITF, WTA и Итальянской теннисной федерации между 1998 и 2005 годами. Соревнование игралось на открытых кортах с грунтовым покрытием.

## История турнира
Статус турнира рос с каждым новым годом проведения: начав со статуса рядового турнира ITF с минимальным призовым фондом, он, постепенно, стал одним из главных соревнований этой недели в женском туре. В последний год своего проведения — в 2005-м — турнир даже обрёл статус соревнования WTA.
Три теннисистки побеждали на соревнованиях по два раза. Причём, если Лурдес Домингес Лино и Аличе Канепа выигрывали свои титулы в один год, то Галине Фокиной пришлось для этого дважды приезжать на моденские соревнования.
Из других представителей бывшего СССР на турнире побеждала израильтянка Анна Смашнова (в одиночных соревнованиях), белоруска Надежда Островская и две украинки — Юлиана Федак и Юлия Бейгельзимер (все — в парах).

### Изменения призового фонда
| Годы      | Размер фонда |
| --------- | ------------ |
| 1998      | 10 000 USD   |
| 2000      | 25 000 USD   |
| 2001-2003 | 50 000 USD   |
| 2004      | 75 000 USD   |
| 2005      | 140 000 USD  |

## Финалы прошлых лет

### Одиночные турниры
| Год  | Чемпион              | Финалист                   | Счёт финала |
| ---- | -------------------- | -------------------------- | ----------- |
| 2005 | Анна Смашнова        | Татьяна Гарбин             | 6-6 — отказ |
| 2004 | Анна-Лена Грёнефельд | Селима Сфар                | 6-2 6-4     |
| 2003 | Мелинда Цинк         | Сунь Тяньтянь              | 6-3 6-3     |
| 2002 | Дениса Хладкова      | Евгения Куликовская        | 6-2 6-3     |
| 2001 | Мая Матевжич         | Кайя Канепи                | 7-5 7-6(5)  |
| 2000 | Лурдес Домингес Лино | Мария Хосе Мартинес Санчес | 4-6 6-4 7-5 |
| 1998 | Аличе Канепа         | Ясмине Анджели             | 4-6 6-4 6-2 |

### Парные турниры
| Год  | Чемпионы                                        | Финалисты                                | Счёт финала |
| ---- | ----------------------------------------------- | ---------------------------------------- | ----------- |
| 2005 | Юлия Бейгельзимер Мервана Югич-Салкич           | Габриэла Навратилова Михаэла Паштикова   | 6-2 6-0     |
| 2004 | Габриэла Навратилова Михаэла Паштикова          | Любомира Бачева Ева Бирнерова            | 6-2 6-3     |
| 2003 | Ли Тин Сунь Тяньтянь                            | Рика Фудзивара Труди Мусгрейв            | 3-6 7-5 7-5 |
| 2002 | Юлиана Федак Галина Фокина (2)                  | Жисела Дулко Кончита Мартинес-Гранадос   | 6-1 6-3     |
| 2001 | Галина Фокина Надежда Островская                | Эужения Кьялво Кончита Мартинес-Гранадос | 6-3 6-2     |
| 2000 | Лурдес Домингес Лино Мария Хосе Мартинес Санчес | Тина Хергольд Мая Матевжич               | 6-4 4-6 6-3 |
| 1998 | Аличе Канепа Алесия Ломбарди                    | Марьяна Ковачевич Кристина Поятина       | 6-7 6-3 7-5 |